# Белингам (Масачусетс)
Белингам (енгл. Bellingham) насељено је место без административног статуса у америчкој савезној држави Масачусетс.

## Демографија
По попису из 2010. године број становника је 4.854, што је 357 (7,9%) становника више него 2000. године.
| Група             | 2000.         | 2010.         |
| Белци             | 4.285 (95,3%) | 4.445 (91,6%) |
| Афроамериканци    | 54 (1,2%)     | 53 (1,1%)     |
| Азијати           | 34 (0,8%)     | 125 (2,6%)    |
| Хиспаноамериканци | 64 (1,4%)     | 154 (3,2%)    |
| Укупно            | 4.497         | 4.854         |